# キナリザリン
キナリザリン (quinalizarin) または、1,2,5,8-テトラヒドロキシアントラキノン (1,2,5,8-tetrahydroxyanthraquinone) は、化学式がC14H8O6の有機化合物である。テトラヒドロキシアントラキノンの異性体のうちの一つで、4つの水素原子がヒドロキシル基に置換したアントラキノン誘導体である。
キナリザリンは、プロテインキナーゼのCK2の阻害剤で、エモジンよりも強力かつ選択的である。